# 기장 (식물)
기장(proso millet 또는 common millet)은 벼과 기장속의 한해살이풀로 1년생으로 온대성 식물이다. 학명은 Panicum miliaceum에서 miliaceum은 이삭 하나에 1,000개의 씨앗이 달린다는 뜻과 같이 많은 씨앗을 맺으며 씨앗의 크기는 매우 작다. 곡식의 일종으로 여러 조건에 잘 적응하고, 빠른 기간 안에 크며 물을 많이 필요로 하지 않는다.

## 분포

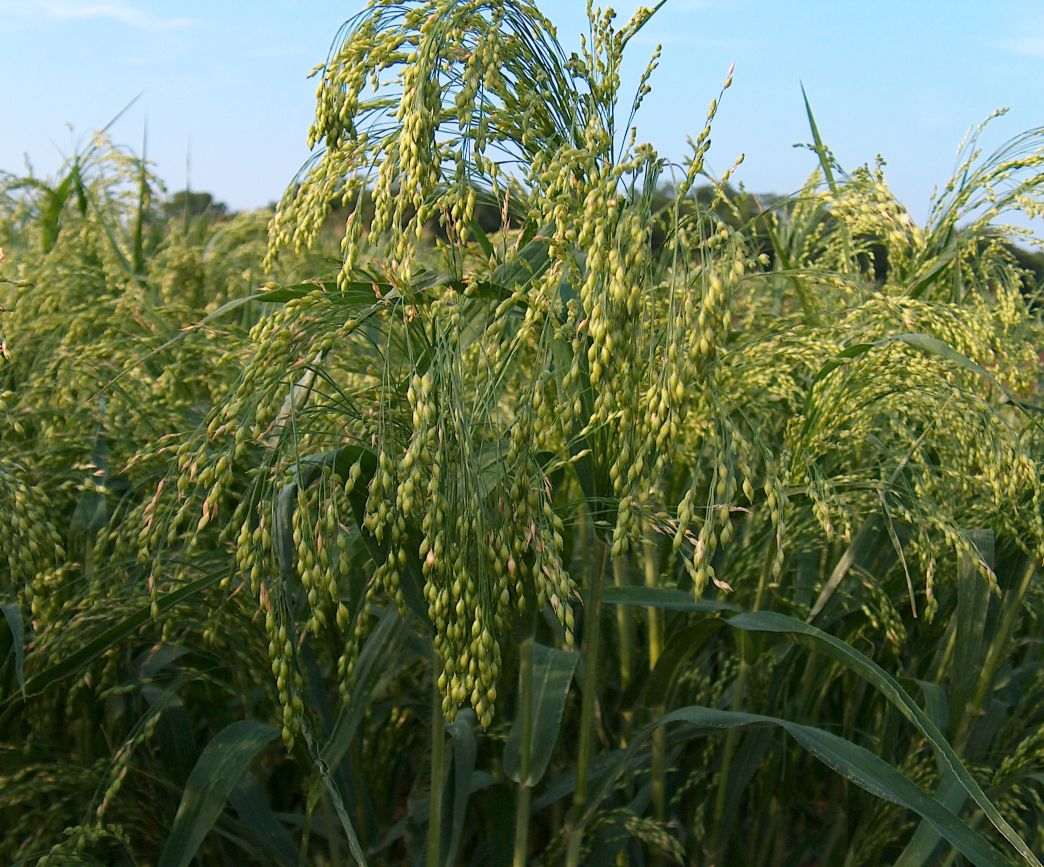

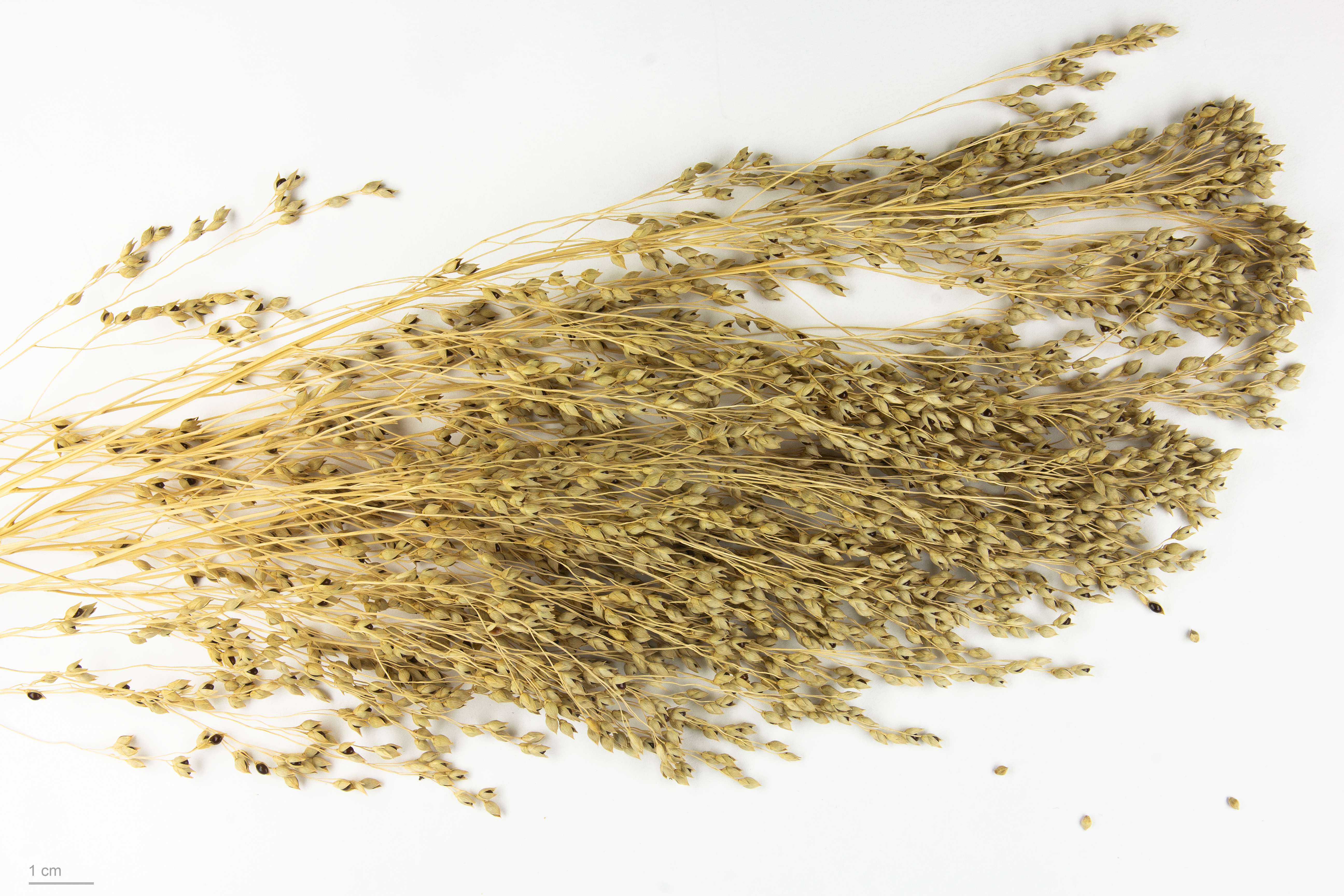
Panicum miliaceum

기장은 기원전부터 인류가 재배해온 식물의 하나로 약 7000년 전 남코카서스와 중국에서 서로 비슷한 시기에 곡식으로 재배하기 시작했다. 인도, 러시아, 중동, 터키, 루마니아에서 많이 기른다. 한반도에서 신석기 시대 기장과 함께 조가 탄화된 곡식 유적으로 강원도 고성에서 발견 되었으며, 삼국시대 이전부터 재배했다는 기록이 있다.

## 특징
높이는 50-120센티미터로 곧게 자란다. 잎은 어긋나고 길이 30-50센티미터, 나비 1-2.5센티미터로서 털이 드문드문 있으며 밑부분은 긴 잎집으로 되고 털이 있다. 분열한 줄기마다 이삭이 나오고 원추꽃차례를 이루며 고개를 숙인다. 열매는 익으면 떨어지기 쉽고 도정하면 조와 비슷하나 조보다는 굵다.

## 이용
밥이나 떡을 만들고 사료로도 쓴다. 기장의 주성분은 당질이며, 쌀과 대비하면 조단백질의 95%는 순수 단백질이지만 분량에 있어서는 쌀보다 많고 소화율은 떨어진다. 기장은 메기장(粳黍)과 찰기장으로 분류된다. 기장은 단백질·지방질·비타민A 등이 풍부하고 흔히 팥과 혼식한다. 떡으로 만들면 별미가 있고 소화율도 높으며, 중국 동북부에서는 황주(黃酒)를 만들기도 한다. 서구에서는 껍질째 부수어서 돼지사료로 이용하기 때문에 호그 밀레(hog millet)라고도 한다.

## 품종
품종은 수형(穗型)에 따라 3가지 형으로 구분된다
- 평수형(平穗型)：산수형(散穗型)이라고도 하며, 이삭 가지가 사방으로 퍼지는 형이다.
- 기수형(寄穗型)：가지·줄기가 길며 한쪽으로 몰린다. 한국의 품종은 거의 여기에 속한다.
- 밀수형(密穗型)：가지·줄기가 짧고 밀생한다.

## 재배
기장의 파종시기·파종량·파종법은 대체로 조와 같다. 기장은 수확량이 적고 주식으로 이용하기도 부적합하여 재배가 많지 않다. 기장은 찰기장이 많아 농가의 별식을 만드는 데 이용되고, 기름지지 못하고 메마른 땅에서도 잘 견디며 조보다 성숙이 빠른 이점이 있어 산간지에서 재배되고 있다. 주산지는 경북이며 강원과 각 지방 산간지에서 재배된다.

## 같이 보기
- 서곡
- 조

## 참고 자료
- 이 문서에는 다음커뮤니케이션(현 카카오)에서 GFDL 또는 CC-SA 라이선스로 배포한 글로벌 세계대백과사전의 내용을 기초로 작성된 글이 포함되어 있습니다.